# Muskö församling
Muskö församling var en församling i Stockholms stift och i Haninge kommun i Stockholms län. Församlingen uppgick 2002 i Västerhaninge-Muskö församling.

## Administrativ historik
Församlingen bildades 1731 genom en utbrytning ur Västerhaninge församling och var därefter till 2002 annexförsamling i pastoratet Västerhaninge och Muskö. Församlingen uppgick 2002 i Västerhaninge-Muskö församling.

## Kyrkor
- Muskö kyrka